# Armenia wilsoniana

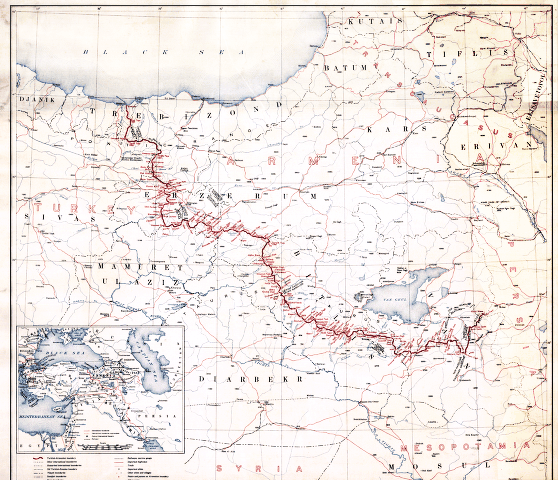
l'Armenia come disegnata dal Trattato di Sevres

L'Armenia wilsoniana (in armeno Վիլսոնյան Հայաստան) è un'espressione che si riferisce alla configurazione dei confini della Prima Repubblica di Armenia nel Trattato di Sèvres così come disegnati dal presidente degli Stati Uniti Woodrow Wilson.
Il Trattato di pace di Sevres fu siglato il 10 agosto 1920 nella omonima cittadina francese tra le potenze alleate della prima guerra mondiale e l'Impero ottomano ma non fu mai ratificato dal parlamento ottomano abolito il 18 marzo 1920.
Nell'ambito di tale trattato era prevista, tra l'altro, la creazione di uno Stato armeno nel territorio dell'Anatolia orientale nelle province di Erzerum, Bitlis e Van, facenti parte dell'Armenia storica e che erano state teatro del genocidio armeno del 1915.

## Fallimento dei negoziati
Dopo la sconfitta militare dell'Impero ottomano e la tragedia del genocidio armeno, i paesi usciti vincitori dal conflitto erano arrivati alla determinazione di configurare un nuovo assetto territoriale dell'impero. Ciò sostanzialmente per tre ragioni: in primo luogo smantellare la potenza del vecchio apparato turco, quindi acquisire influenza politica e commerciale su quei territori ed infine risolvere le questioni nazionali, a cominciare da quella degli armeni che dopo l'ecatombe del "Grande Male" erano riusciti con la Amministrazione dell'Armenia occidentale sotto benedizione inglese a recuperare parte dei territori perduti.
Mustafa Kemal, astro nascente della nuova Turchia, combatterà assiduamente per impedire che vada in porto il progetto di ridefinizione dei confini dello Stato. Così che nuovi massacri di armeni si aggiungeranno a quelli commessi nel passato rafforzando la convinzione che è necessario trovare una urgente soluzione territoriale.
Nel 1919 fu creata dal governo degli Stati Uniti la Commissione King-Crane con lo scopo di analizzare la disposizione di aree non turche facenti parte dell'impero ottomano e giunse a favorevole parere per quanto concerneva il territorio da assegnare definitivamente agli armeni.
Il 28 gennaio 1920 il Consiglio Supremo turco decise di riconoscere le tre repubbliche democratiche della Transcaucasia, Armenia, Georgia ed Azerbaigian precisando tuttavia che per quanto riguarda lo Stato armeno il riconoscimento non pregiudica le future frontiere di questo Stato.
Dopo i lavori preparatori della Conferenza di Sanremo si giunse al Trattato di Sevres che gli Alleati sottoposero al governo turco l'11 maggio. Alla richieste di questo di una modifica delle condizioni imposte, la nota alleata di risposta fu durissima e ricordò le molteplici colpe dell'impero ottomano, fra le quali il massacro degli armeni, il trattamento dei prigionieri di guerra, le atrocità commesse contro bulgari e macedoni. Il 10 agosto venne firmato tra gli alleati ed il governo di Costantinopoli il trattato che prevedeva, tra l'altro, all'art.88 l'indipendenza e la sovranità di uno Stato armeno mentre con l'articolo successivo Turchia ed Armenia accettavano di rimettere al presidente Wilson la delimitazione della frontiera fra i due paesi.
Il Trattato, benché firmato dal governo turco, fu ignorato dai kemalisti che non ne accettavano le condizioni; gli Stati Uniti isolazionisti si erano pure astenuti dal firmare sicché la nascita di una grande Armenia indipendente, comprendente sia i territori russi che quelli turchi, svanì.
Il nuovo Stato doveva nascere sotto la protezione di un mandato americano così come nelle intenzioni degli alleati e pure del presidente Wilson: ma il ritiro statunitense lasciò di fatto la piccola Armenia a combattere da sola contro Kemal che, forte delle promesse dei sovietici, non esitò ad occupare l'Armenia turca (impedendo di fatto ai sopravvissuti di rimpatriare) mentre la parte russa diveniva una repubblica sovietica.
La Lega delle Nazioni si dimostrò rammaricata della sorte che ancora una volta era riservata al popolo armeno e cercò invano di coinvolgere nuovamente il presidente Wilson in un'opera di mediazione ma questi fece sapere di non essere in grado di assumersi tale compito.

## Posizione armena
La Federazione Rivoluzionaria Armena sostiene che la regione indicata nelle mappe wilsoniane non sarebbe mai dovuta essere parte dell'impero ottomano (e quindi della Turchia) in quanto gli armeni per almeno tre anni dal 1915 al 1918 di fatto avevano assunto il pieno controllo di quel territorio nel quale costituivano la maggioranza della popolazione e che lo stesso storicamente aveva sempre fatto parte della nazione armena. Quindi sarebbe stato naturale annettere anche l'Armenia cosiddetta turca alla neonata repubblica democratica che si trovava ad est dell'Ararat.
Inoltre, dopo l'ecatombe del genocidio, una parte dei sopravvissuti era riuscita a ricollocarsi in quelle province: nel 1917 erano almeno 150.000 gli armeni che avevano fatto ritorno nei distretti di Erzerum, Bitlis, Mush e Van e che avevano cominciato a ricostruire le proprie case ed a riprendere le attività che svolgevano in precedenza. In quello stesso anno Aram Manukian, governatore dell'Amministrazione dell'Armenia occidentale affermò che un nuovo Stato nella regione sarebbe stato fondato sotto controllo russo o dell'impero ottomano. Alcuni esponenti politici armeni proposero che soldati armeni impegnati a combattere in Europa fossero inviati a proteggere i confini di questa entità amministrativa.
Da un punto di vista giuridico, gli armeni sostengono che il Trattato di Sèvres fu comunque firmato dal governo dell'Impero ottomano e che la previsione del territorio da assegnare a loro non poteva essere disattesa come anche il precedente Trattato di Brest-Litovsk (3 marzo 1918) indicava.

## Situazione attuale
Il territorio indicato come l'Armenia wilsoniana ricade oggi per la maggior parte in Turchia, densamente popolato da curdi, compresa l'area del monte Ararat considerato sacro dagli armeni. Ad est dello stesso si è sviluppata la piccola repubblica di Armenia, inizialmente parte dell'Unione Sovietica ed ora indipendente dal 1991.
Nel luglio 2011 ha fatto scalpore in Turchia una dichiarazione del presidente armeno Serzh Sargsyan che in un convegno dichiarò che il problema dell'Armenia occidentale dipendeva dai giovani.
Alcuni commentatori politici hanno indicato in una parziale restituzione del territorio lungo l'attuale confine una possibile forma di riparazione turca dopo il genocidio. La nuova linea di confine dovrebbe passare sopra la vetta dell'Ararat e lasciare all'Armenia una fascia di una ventina di chilometri comprendente anche il sito archeologico di Ani.